# Virginia Elena Ortea
Virginia Elena Ortea (Santo Domingo, 17 de junho de 1866 — San Felipe de Puerto Plata, 17 de junho de 1866) foi uma jornalista e escritora dominicana.